# 聖保祿中學

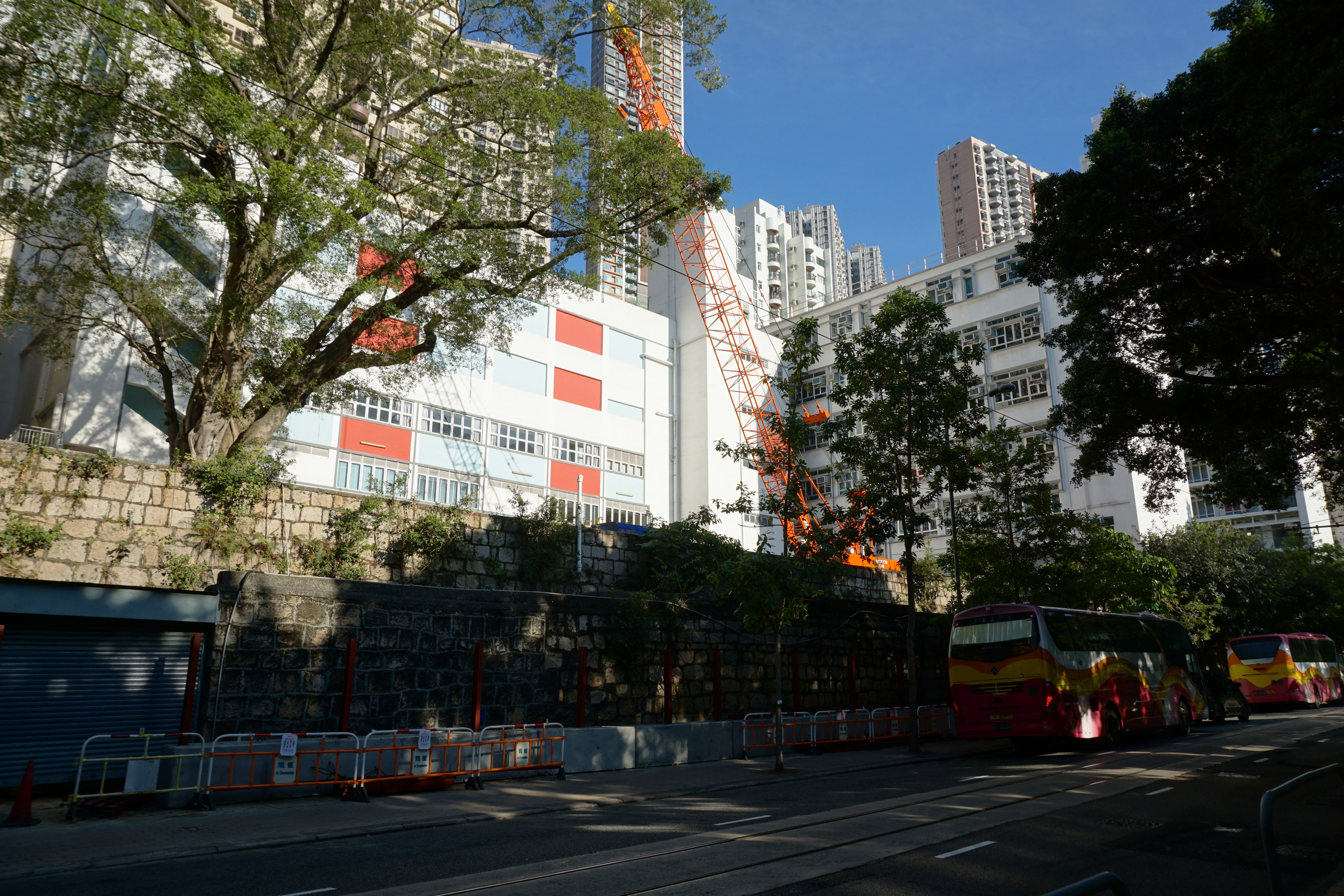
校舍西面

聖保祿中學（英語：St. Paul's Secondary School）位於香港灣仔區跑馬地雲地利道的一所女校，是法國傳道會在香港開設的第二所學校，為香港補助學校議會22所成員學校之一，故被坊間稱為香港教會主辦的22間「傳統名校」之一，採用英語為教學語言。聖保祿中學亦是香港早期女子教育中少數為女生提供自然科學科目選修的學校。在1960年代，她的姊妹學校聖保祿學校不少修讀理科的學生因為原校並沒有開設理科的預科課程而要轉往該校就讀。
聖保祿中學仍然保留有古老的歐陸建築風格的校舍，於2004年期間將舊禮堂拆卸重建成新的教學大樓，當中包括跳舞室、全新禮堂和圖書館。學生的夏季校服是淨白色的校服裙配白色皮鞋，而冬季校服是寶藍色百摺裙配白色襯衣及黑呔，鞋則需穿著黑色皮鞋。
聖保祿中學屬第一組別 (Band 1）學校，另曾經申請轉為直資，惟於2013年被教育局否決。本校的直屬小學是聖保祿天主教小學。

## 辦學使命
該校稱辦學使命是以基督之價值觀為本，為聖保祿學生提供全人教育，從而使其精神與物質生活更形璀豐盛，每個學生的「保祿光譜」有所增長；兼具仁愛、自信、良知、勇毅、創新、能幹及責任感之美德，從而對家庭、事業、社會作出積極貢獻。

## 歷任校監
- 黃金蓮修女[5]

## 歷任校長
- Mrs. Agnes Lo（1960-1962）
- Rev. Sr. Isabel Narciso（1962-1969）
- Rev. Sr. Pierre de Marie（1969-1977）
- 黃金蓮修女（1977-1990）[5]
- 黃葉慧瑩女士（1990-2001）
- 黎淑嫻修女（2001-2006）
- 鄔萃芬女士（2006-2013）
- 容何家珍女士（2014-2015）
- 羅紹榮先生（2016-2022)
- 張翠珊女士（2022-)

## 公開考試佳績
在歷屆香港中學會考及香港中學文憑考試，聖保祿中學是產生最多會考「10A狀元」及文憑試「7科5**狀元」（在甲類科目中至少3個選修科及4個核心科獲得5**成績）的學校之一，截至2024年，共有2位，全部為文憑試「7科5**狀元」，排名全港第23。

## 香港傑出學生選舉
截至2023年（第38屆），聖保祿中學在香港傑出學生選舉共出產5名香港傑出學生。

## 重大事件

### 老師報警阻學生拍畢業照
2019年2月28日，有該校學生在網上表示，因當日是中六同學的最後一天上課，有同學打算按傳統在學校拍照留念，惟遭校方禁止她們在課室拍照。同學向老師爭取到在操場短暫停留，但有訓導老師尾隨她們，要她們在下午5時15分離開學校，並阻止低年級師妹與她們拍照。同學離開學校，在校門拍照時，有學生蹲坐在地或依靠在欄杆，有老師報警指他們阻街，兩名警員到場調查後同學散去。警方確認接獲一名男子報案，指有約20名學生在跑馬地雲地利道一學校外的行人路上造成阻塞。有同學表示，事件導火線是源於她們的成績不及往年的師姐，但在當日仍向老師送上心意卡及禮物，並希望與老師在課室合照，竟被訓導主任趕走，經過事件後已對學校心碎。
3月8日下午，校方開放了學校課室、地下和操場供中六畢業生拍照留念，有學生指班主任曾提醒「不要盡信傳媒報道」，稱「傳媒所寫可能與事實有小小出入」，亦擔心學生利用社交平台誇大事件和對老師作負面評價。3月11日晚上，校方在網頁發表聲明就事件致歉，稱事件引致各持份者困擾及不安，衷心致歉，並會全面檢視學校各項活動安排，確保日後能妥善處理，最後相關老師就倉猝報警一事亦深表歉意。

### 兩名學生墮樓死亡
2022年5月18日下午，聖保祿中學兩名分別就讀中四（16歲）及中二（13歲）的女學生，身穿校服在筲箕灣新成中心A座高處墮樓，雙雙倒臥平台死亡，消息指中四女生居於上址大廈，兩人疑為情侶關係，並受感情問題困擾。兩名學生的家長曾向校方求助，學校社工亦一直跟進事件。警方在大廈天台檢獲兩人的物件及遺書，案件列為「自殺協定」。

## 校友
- 白韻琹香港著名專欄作家、電台主持、演員、社會活動家。
- 毛孟靜前立法會議員（九龍西）、前英文虎報,無綫新聞及香港電台記者。香港傳媒工作者，泛民主派政治人物,前公民黨成員。
- 陳肇始，GBS，JP前食物及衞生局局長。
- 陳慶慈:資富業務發展有限公司 (MULTI-CHECK LIMITED) 之創辦人暨董事總經理。[24]
- 譚麗芬前食物安全專員。[25][26]

#### 教育及學術界
- 陳麗雲香港大學社會工作及社會行政學系主任及教授、香港大學行為健康教研中心總監。[25][27]
- 蕭雅麗理工大學會計及金融學院助理教授。[28]
- 甘慧瑩澳洲ANSTO分子及放射生物學家、澳洲悉尼大學放射學榮譽講師、前香港理工大學醫療科技及資訊學系助理教授、香港理工大學放射學理學士(一級榮譽畢業)。[29]
- 李泳怡香港理工大學醫療科技及資訊學系助理教授、香港理工大學放射學理學士(一級榮譽畢業)。李為2015年利用注滿一氧化炭的瑜伽球殺害妻女的前中文大學副教授許金山的博士學生，前助手及情婦。[30]
- 鄧慧蘭:香港中文大學手語及聾人研究中心主任。[31]
- 張詠恩香港小童群益會臨床心理學家。[32]

#### 體育界
- 何詩蓓著名香港游泳選手，10項香港紀錄保持者。於2016奧運會成為香港首名躋身女子游泳項目準決賽的游泳選手,2020年東京奥運女子200米自由泳銀牌。[33]
- 陳慧琪著名滑浪風帆選手，東亞運滑浪風帆金牌得主。[34]
- 黃彥綾前香港韻律泳選手，2014亞洲運動會，2015年世界游泳錦標賽香港代表。[35]

#### 文化、傳媒和新聞界
- 劉倩婷2009年香港小姐冠軍得主[36]。
- 湯洛雯2012年香港小姐旅遊大使及美麗昇華大使、著名女藝人及電視劇演員。
- 蔡思貝2013年香港小姐亞軍、著名女藝人及電視劇演員[37]
- 黃心美前ViuTV藝員、香港著名節目主持。
- 杜雯惠著名舞台劇演員、編劇、作曲人、作詞人。
- 關寶慧著名電視劇演員、歌手。
- 韋羅莎著名舞台劇演員。
- 溫卓妍著名音樂劇演員。
- 章彥琦電影編劇、2016年香港國際影視展HAF 獎得主。
- 唐希文作家。[38]
- 李靖筠模特兒、演員。[39][40][41]
- 陳鈺芸香港創作歌手、女動作演員、跆拳道運動員、電影監製。[42]
- 戴蘊詩香港女歌手。
- 李文意演員、電視節目主持。
- 邵初2021年香港小姐季軍及友誼小姐。
- 林子穎導演。
- 吳倩怡香港唱作歌手，女子組合Lolly Talk成員及樂團晚安莉莉主音。
- 羅朗翹香港唱作歌手及SENZA A Cappella成員。

## 鄰近
- 黃泥涌道
- 聖保祿天主教小學
- 聖瑪加利大幼稚園
- 雲地利道
- 聖瑪加利大堂
- 跑馬地馬場
- 跑馬地運動場
- 紀利華木球會 (跑馬地黃泥涌道188號)
- 禮頓山

## 參看
- 聖保祿學校
- 藍田聖保祿中學
- 聖保祿天主教小學

## 外部連結
- 聖保祿中學官方網站 （页面存档备份，存于）